# Concacaf Women's Championship 2014
Concacaf Women's Championship 2014 var den 9:e upplagan av Concacaf Women's Championship, turneringen hölls i USA mellan den 15 oktober och 26 oktober. USA blev vinnare före Costa Rica och Mexiko.

## Gruppspel

### Grupp A
| Nr | Lag                 | S | V | O | F | GM | IM | MS  | P |
| -- | ------------------- | - | - | - | - | -- | -- | --- | - |
| 1  | USA                 | 3 | 3 | 0 | 0 | 12 | 0  | +12 | 9 |
| 2  | Trinidad och Tobago | 3 | 2 | 0 | 1 | 3  | 2  | +1  | 6 |
| 3  | Haiti               | 3 | 1 | 0 | 2 | 1  | 7  | −6  | 3 |
| 4  | Guatemala           | 3 | 0 | 0 | 3 | 1  | 8  | −7  | 0 |

|             | 15 oktober 2014 | Guatemala | 0 – 1   | Haiti             | Sporting Park                                   |                                                 |
| 17:00 UTC−5 | 17:00 UTC−5     |           | (0 – 0) | 69′ Lindsay Zullo | Kansas City Domare: Quetzalli Alvarado (Mexiko) | Kansas City Domare: Quetzalli Alvarado (Mexiko) |
| 17:00 UTC−5 | 17:00 UTC−5     |           |         |                   | Kansas City Domare: Quetzalli Alvarado (Mexiko) | Kansas City Domare: Quetzalli Alvarado (Mexiko) |
| 17:00 UTC−5 | 17:00 UTC−5     |           |         |                   | Kansas City Domare: Quetzalli Alvarado (Mexiko) | Kansas City Domare: Quetzalli Alvarado (Mexiko) |

|             | 15 oktober 2014 | USA              | 1 – 0   | Trinidad och Tobago | Sporting Park                                    |                                                  |
| 19:30 UTC−5 | 19:30 UTC−5     | Abby Wambach 55′ | (0 – 0) |                     | Kansas City Domare: Marianela Araya (Costa Rica) | Kansas City Domare: Marianela Araya (Costa Rica) |
| 19:30 UTC−5 | 19:30 UTC−5     |                  |         |                     | Kansas City Domare: Marianela Araya (Costa Rica) | Kansas City Domare: Marianela Araya (Costa Rica) |
| 19:30 UTC−5 | 19:30 UTC−5     |                  |         |                     | Kansas City Domare: Marianela Araya (Costa Rica) | Kansas City Domare: Marianela Araya (Costa Rica) |

|             | 17 oktober 2014 | Haiti | 0 – 1   | Trinidad och Tobago | Toyota Park                                |                                            |
| 17:30 UTC−5 | 17:30 UTC−5     |       | (0 – 1) | 37′ Kennya Cordner  | Bridgeview Domare: Sheena Dickson (Kanada) | Bridgeview Domare: Sheena Dickson (Kanada) |
| 17:30 UTC−5 | 17:30 UTC−5     |       |         |                     | Bridgeview Domare: Sheena Dickson (Kanada) | Bridgeview Domare: Sheena Dickson (Kanada) |
| 17:30 UTC−5 | 17:30 UTC−5     |       |         |                     | Bridgeview Domare: Sheena Dickson (Kanada) | Bridgeview Domare: Sheena Dickson (Kanada) |

|             | 17 oktober 2014 | USA                                                                     | 5 – 0   | Guatemala | Toyota Park                                |                                            |
| 20:00 UTC−5 | 20:00 UTC−5     | Tobin Heath 7′, 57′ Carli Lloyd 46′ Whitney Engen 58′ Megan Rapinoe 66′ | (1 – 0) |           | Bridgeview Domare: Maurees Skeete (Guyana) | Bridgeview Domare: Maurees Skeete (Guyana) |
| 20:00 UTC−5 | 20:00 UTC−5     |                                                                         |         |           | Bridgeview Domare: Maurees Skeete (Guyana) | Bridgeview Domare: Maurees Skeete (Guyana) |
| 20:00 UTC−5 | 20:00 UTC−5     |                                                                         |         |           | Bridgeview Domare: Maurees Skeete (Guyana) | Bridgeview Domare: Maurees Skeete (Guyana) |

|             | 20 oktober 2014 | Trinidad och Tobago                                 | 2 – 1   | Guatemala            | RFK Stadium                                |                                            |
| 17:00 UTC−4 | 17:00 UTC−4     | Kennya Cordner 74′ Maylee Atthin-Johnson 83′ (str.) | (0 – 0) | 90′ María Monterroso | Washington Domare: Lucila Venegas (Mexiko) | Washington Domare: Lucila Venegas (Mexiko) |
| 17:00 UTC−4 | 17:00 UTC−4     |                                                     |         |                      | Washington Domare: Lucila Venegas (Mexiko) | Washington Domare: Lucila Venegas (Mexiko) |
| 17:00 UTC−4 | 17:00 UTC−4     |                                                     |         |                      | Washington Domare: Lucila Venegas (Mexiko) | Washington Domare: Lucila Venegas (Mexiko) |

|             | 20 oktober 2014 | Haiti | 0 – 6   | USA                                                                                              | RFK Stadium                                    |                                                |
| 19:30 UTC−4 | 19:30 UTC−4     |       | (0 – 2) | 15′ Carli Lloyd 39′, 61′ Abby Wambach 57′ Meghan Klingenberg 65′ Christen Press 82′ Morgan Brian | Washington Domare: Quetzalli Alvarado (Mexiko) | Washington Domare: Quetzalli Alvarado (Mexiko) |
| 19:30 UTC−4 | 19:30 UTC−4     |       |         |                                                                                                  | Washington Domare: Quetzalli Alvarado (Mexiko) | Washington Domare: Quetzalli Alvarado (Mexiko) |
| 19:30 UTC−4 | 19:30 UTC−4     |       |         |                                                                                                  | Washington Domare: Quetzalli Alvarado (Mexiko) | Washington Domare: Quetzalli Alvarado (Mexiko) |

### Grupp B
| Nr | Lag        | S | V | O | F | GM | IM | MS  | P |
| -- | ---------- | - | - | - | - | -- | -- | --- | - |
| 1  | Costa Rica | 3 | 3 | 0 | 0 | 9  | 2  | +7  | 9 |
| 2  | Mexiko     | 3 | 2 | 0 | 1 | 13 | 2  | +11 | 6 |
| 3  | Jamaica    | 3 | 1 | 0 | 2 | 8  | 5  | +3  | 3 |
| 4  | Martinique | 3 | 0 | 0 | 3 | 1  | 22 | −21 | 0 |

|             | 16 oktober 2014 | Jamaica                                                                             | 6 – 0   | Martinique | Sporting Park                                 |                                               |
| 17:00 UTC−5 | 17:00 UTC−5     | Christina Murray 2′, 74′ Shakira Duncan 6′ Donna-Kay Henry 22′, 77′ Alexa Allen 71′ | (3 – 0) |            | Kansas City Domare: Melissa Borjas (Honduras) | Kansas City Domare: Melissa Borjas (Honduras) |
| 17:00 UTC−5 | 17:00 UTC−5     |                                                                                     |         |            | Kansas City Domare: Melissa Borjas (Honduras) | Kansas City Domare: Melissa Borjas (Honduras) |
| 17:00 UTC−5 | 17:00 UTC−5     |                                                                                     |         |            | Kansas City Domare: Melissa Borjas (Honduras) | Kansas City Domare: Melissa Borjas (Honduras) |

|             | 16 oktober 2014 | Costa Rica          | 1 – 0   | Mexiko | Sporting Park                                   |                                                 |
| 19:30 UTC−5 | 19:30 UTC−5     | Carolina Venegas 8′ | (1 – 0) |        | Kansas City Domare: Carol-Anne Chenard (Kanada) | Kansas City Domare: Carol-Anne Chenard (Kanada) |
| 19:30 UTC−5 | 19:30 UTC−5     |                     |         |        | Kansas City Domare: Carol-Anne Chenard (Kanada) | Kansas City Domare: Carol-Anne Chenard (Kanada) |
| 19:30 UTC−5 | 19:30 UTC−5     |                     |         |        | Kansas City Domare: Carol-Anne Chenard (Kanada) | Kansas City Domare: Carol-Anne Chenard (Kanada) |

|             | 18 oktober 2014 | Costa Rica                            | 2 – 1   | Jamaica            | Toyota Park                             |                                         |
| 15:00 UTC−5 | 15:00 UTC−5     | Shirley Cruz 76′ Raquel Rodríguez 86′ | (0 – 0) | 77′ Shakira Duncan | Bridgeview Domare: Margarat Domka (USA) | Bridgeview Domare: Margarat Domka (USA) |
| 15:00 UTC−5 | 15:00 UTC−5     |                                       |         |                    | Bridgeview Domare: Margarat Domka (USA) | Bridgeview Domare: Margarat Domka (USA) |
| 15:00 UTC−5 | 15:00 UTC−5     |                                       |         |                    | Bridgeview Domare: Margarat Domka (USA) | Bridgeview Domare: Margarat Domka (USA) |

|             | 18 oktober 2014 | Martinique | 00 – 10 | Mexiko | Toyota Park                                   |                                               |
| 17:30 UTC−5 | 17:30 UTC−5     |            | (0 – 5) | 6′ Tanya Samarzich 28′, 49′ Luz Duarte 34′ Stephany Mayor 36′ (sjm.) Johanne Guillou 40′ Alina Garciamendez 58′ Dinora Garza 75′, 87′ Mónica Ocampo 90+2′ Teresa Noyola | Bridgeview Domare: Tatiana Guzman (Nicaragua) | Bridgeview Domare: Tatiana Guzman (Nicaragua) |
| 17:30 UTC−5 | 17:30 UTC−5     |            |         | | Bridgeview Domare: Tatiana Guzman (Nicaragua) | Bridgeview Domare: Tatiana Guzman (Nicaragua) |
| 17:30 UTC−5 | 17:30 UTC−5     |            |         | | Bridgeview Domare: Tatiana Guzman (Nicaragua) | Bridgeview Domare: Tatiana Guzman (Nicaragua) |

|             | 21 oktober 2014 | Martinique       | 1 – 6   | Costa Rica                                                                              | RFK Stadium                                    |                                                |
| 17:00 UTC−4 | 17:00 UTC−4     | Prisca Carin 62′ | (0 – 3) | 7′ Fabiola Sánchez 25′, 90′ Carolina Venegas 32′ Wendy Acosta 81′, 83′ Raquel Rodríguez | Washington Domare: Carol-Anne Chenard (Kanada) | Washington Domare: Carol-Anne Chenard (Kanada) |
| 17:00 UTC−4 | 17:00 UTC−4     |                  |         |                                                                                         | Washington Domare: Carol-Anne Chenard (Kanada) | Washington Domare: Carol-Anne Chenard (Kanada) |
| 17:00 UTC−4 | 17:00 UTC−4     |                  |         |                                                                                         | Washington Domare: Carol-Anne Chenard (Kanada) | Washington Domare: Carol-Anne Chenard (Kanada) |

|             | 21 oktober 2014 | Mexiko                                     | 3 – 1   | Jamaica             | RFK Stadium                                  |                                              |
| 17:00 UTC−4 | 17:00 UTC−4     | Stephany Mayor 29′ Charlyn Corral 59′, 76′ | (1 – 1) | 14′ Donna-Kay Henry | Washington Domare: Mirian Leon (El Salvador) | Washington Domare: Mirian Leon (El Salvador) |
| 17:00 UTC−4 | 17:00 UTC−4     |                                            |         |                     | Washington Domare: Mirian Leon (El Salvador) | Washington Domare: Mirian Leon (El Salvador) |
| 17:00 UTC−4 | 17:00 UTC−4     |                                            |         |                     | Washington Domare: Mirian Leon (El Salvador) | Washington Domare: Mirian Leon (El Salvador) |

## Slutspel

### Slutspelsträd
|  | Semifinaler         | Semifinaler |   |                     | Final         | Final |  |
|  |                     |             |   |                     |               |       |  |
|  |                     |             |   |                     |               |       |  |
|  | Costa Rica (str.)   | 1 (3)       |   |                     |               |       |  |
|  | Trinidad och Tobago | 1 (0)       |   |                     |               |       |  |
|  |                     |             |   |                     |               |       |  |
|  |                     |             |   |                     |               |       |  |
|  |                     |             |   |                     | Costa Rica    | 0     |  |
|  |                     | USA         | 6 |                     |               |       |  |
|  |                     |             |   |                     |               |       |  |
|  |                     |             |   |                     |               |       |  |
|  |                     |             |   |                     | Bronsmatch    |       |  |
|  |                     |             |   |                     |               |       |  |
|  | USA                 | 3           |   | Trinidad och Tobago | 2             |       |  |
|  | Mexiko              | 0           |   |                     | Mexiko (e.f.) | 4     |  |

### Semifinaler
|             | 24 oktober 2014 | Costa Rica                                    | 0000 1 – 1 (e.fl.)         | Trinidad och Tobago                                 | PPL Park                                  |                                           |
| 16:30 UTC−4 | 16:30 UTC−4     | Carolina Venegas 19′                          | (1 – 0)                    | 73′ Lauryn Hutchinson                               | Chester Domare: Melissa Borjas (Honduras) | Chester Domare: Melissa Borjas (Honduras) |
| 16:30 UTC−4 | 16:30 UTC−4     |                                               |                            |                                                     | Chester Domare: Melissa Borjas (Honduras) | Chester Domare: Melissa Borjas (Honduras) |
| 16:30 UTC−4 | 16:30 UTC−4     | Katherine Alvarado Carol Sánchez Wendy Acosta | Straffsparksläggning 3 – 0 | Maylee Attin Johnson Lauryn Hutchinson Mariah Shade | Chester Domare: Melissa Borjas (Honduras) | Chester Domare: Melissa Borjas (Honduras) |

|             | 24 oktober 2014 | USA                                           | 3 – 0   | Mexiko | PPL Park                                |                                         |
| 19:30 UTC−4 | 19:30 UTC−4     | Carli Lloyd 6′, 30′ (str.) Christen Press 56′ | (2 – 0) |        | Chester Domare: Sheena Dickson (Kanada) | Chester Domare: Sheena Dickson (Kanada) |
| 19:30 UTC−4 | 19:30 UTC−4     |                                               |         |        | Chester Domare: Sheena Dickson (Kanada) | Chester Domare: Sheena Dickson (Kanada) |
| 19:30 UTC−4 | 19:30 UTC−4     |                                               |         |        | Chester Domare: Sheena Dickson (Kanada) | Chester Domare: Sheena Dickson (Kanada) |

### Bronsmatch
|             | 26 oktober 2014 | Trinidad och Tobago                 | 0000 2 – 4 (e.fl.) | Mexiko                                                         | PPL Park                                    |                                             |
| 15:00 UTC−4 | 15:00 UTC−4     | Kennya Cordner 57′ Mariah Shade 78′ | (0 – 1)            | 24′ Stephany Mayor 79′ Mónica Ocampo 104′, 106′ Charlyn Corral | Chester Domare: Carol-Anne Chenard (Kanada) | Chester Domare: Carol-Anne Chenard (Kanada) |
| 15:00 UTC−4 | 15:00 UTC−4     |                                     |                    |                                                                | Chester Domare: Carol-Anne Chenard (Kanada) | Chester Domare: Carol-Anne Chenard (Kanada) |
| 15:00 UTC−4 | 15:00 UTC−4     |                                     |                    |                                                                | Chester Domare: Carol-Anne Chenard (Kanada) | Chester Domare: Carol-Anne Chenard (Kanada) |

### Final
|             | 26 oktober 2014 | Costa Rica | 0 – 6   | USA                                                              | PPL Park                                |                                         |
| 18:00 UTC−5 | 18:00 UTC−5     |            | (0 – 4) | 4′, 35′, 41′, 71′ Abby Wambach 18′ Carli Lloyd 73′ Sydney Leroux | Chester Domare: Lucila Venegas (Mexiko) | Chester Domare: Lucila Venegas (Mexiko) |
| 18:00 UTC−5 | 18:00 UTC−5     |            |         |                                                                  | Chester Domare: Lucila Venegas (Mexiko) | Chester Domare: Lucila Venegas (Mexiko) |
| 18:00 UTC−5 | 18:00 UTC−5     |            |         |                                                                  | Chester Domare: Lucila Venegas (Mexiko) | Chester Domare: Lucila Venegas (Mexiko) |

## Slutställning
| Nr | Lag                 | S | V | O | F | GM | IM | MS  | P  |
| -- | ------------------- | - | - | - | - | -- | -- | --- | -- |
| 1  | USA                 | 5 | 5 | 0 | 0 | 21 | 0  | +21 | 15 |
| 2  | Costa Rica          | 5 | 3 | 1 | 1 | 10 | 9  | +1  | 10 |
| 3  | Mexiko              | 5 | 2 | 1 | 2 | 15 | 4  | +11 | 7  |
| 4  | Trinidad och Tobago | 5 | 2 | 2 | 1 | 6  | 5  | +1  | 8  |
| 5  | Jamaica             | 3 | 1 | 0 | 2 | 8  | 5  | +3  | 3  |
| 6  | Haiti               | 3 | 1 | 0 | 2 | 1  | 7  | −6  | 3  |
| 7  | Guatemala           | 3 | 0 | 0 | 3 | 1  | 8  | −7  | 0  |
| 8  | Martinique          | 3 | 0 | 0 | 3 | 1  | 22 | −21 | 0  |